# Aralotherium
Aralotherium — вимерлий рід безрогих носорогів, тісно пов'язаний з Paraceratherium, одним із найбільших наземних ссавців, які коли-небудь існували. Мешкав у Китаї та Казахстані в епоху пізнього олігоцену (28–23 млн років тому). Його класифікують як члена підродини Paraceratheriinae.
Відомі два види A. prohorovi і A. sui.